# میگرن
میگرن (به فرانسوی: Migraine) نوعی اختلال عصبی پیچیدهٔ تحتِ تاثیرِ ژنتیک است که به‌شکل دوره‌هایی از سردرد ملایم تا شدید بروز می‌کند که بیشتر مواقع بر نیمی از سر تأثیر می‌گذارد و عموماً با حالت تهوع و حساسیت به نور و صدا همراه است. سایر علائم همراه با آن می‌تواند شامل استفراغ، اختلال‌های شناختی، آلودینیا و گیجی باشد. تشدید یا بدتر شدن علائم سردرد در حین فعالیت بدنی یکی دیگر از ویژگی‌های متمایز میگرن است.
درد به‌طور کلی با بالا رفتن فعالیت بدنی افزایش می‌یابد. بیش از یک سوم افراد مبتلا به سردردهای میگرنی آئورا یا نشانه‌های پیش‌درآمدی را دریافت می‌کنند: نوعی اختلالات گذرای دیداری، حسی، زبانی یا حرکتی که نشان می‌دهند سردرد به زودی شروع خواهد شد.
این باور وجود دارد که دلایل بروز میگرن ترکیبی از عوامل محیطی و ژنتیکی است. حدود دو سوم افراد مبتلا، سردردها را از خانواده به ارث می‌برند. نوسان سطح هورمون می‌تواند در بروز آن نقش داشته باشد. میگرن در زمان بلوغ، در پسرها کمی بیشتر از دخترها است، اما در حالت کلی، میان زنان حدود دو تا سه برابر بیشتر از مردان است. سردردهای میگرنی معمولاً در دوره بارداری کاهش می‌یابند. سازوکار دقیق میگرن ناشناخته است؛ البته این باور وجود دارد که میگرن به دلیل نوعی اختلال در رگ‌های خونی و عصبی باشد. نظریهٔ اولیه مربوط به افزایش قابلیت تحرک قشر مخ و کنترل ناهنجار یاخته‌های عصبی درد در عصب سه قلوی ساقه مغز می‌باشد.
اولین توصیهٔ درمانی برای این نوع از سردردها، استفاده از مسکن‌هایی مانند ایبوپروفن و استامینوفن است، همچنین برای تهوع و پیشگیری از حمله، استفاده از آنتی امتیک توصیه می‌شود. داروهای تخصصی‌تر میگرن شامل تریپتان‌ها یا ارگوتامین‌ها هستند که آنها را می‌توان برای کسانی توصیه کرد که مسکّن‌های ساده بر آنها تأثیر ندارند. در سراسر جهان بیش از ۱۰٪ از مردم در برخی از برهه‌های زندگی دچار میگرن شده‌اند. 
نظریه ثانویه مربوط به ازدیاد استنشاق گاز آرگون و کریپتون (در مقابل هلیوم) و کمبود مصرف کلسیم است که هنوز تحت کارآزمایی بالینی قرار نگرفته. 

## نشانه‌ها و علائم
میگرن نوعاً با سردردهای شدید خود محدود و پی‌درپی ظاهر می‌شود که با علائم دستگاه عصبی خودگردان در ارتباط است. حدود ۱۵–۳۰٪ افراد مبتلا به میگرن تجربهٔ درک نشانه‌های پیش‌درآمدی (آئورا) را دارند و کسانی که این علائم پیش‌درآمدی میگرن را دریافت می‌کنند نسبت به کسانی که فاقد این علائم هستند بیشتر مبتلا به میگرن می‌شوند. شدت درد، طول مدت سردرد و تناوب حمله‌ها در افراد مختلف، متفاوت است. میگرنی که بیش از ۷۲ ساعت طول بکشد را در اصطلاح «وضعیت میگرنی» می‌نامند. برای میگرن چهار مرحله را می‌توان در نظر گرفت، البته افراد مبتلا به میگرن الزاماً همهٔ این مراحل را تجربه نمی‌کنند:
1. پیش‌نشانه، که چند روز یا چند ساعت قبل از سردرد بروز پیدا می‌کند.
2. علائم پیش‌درآمدی (آئورا)، که بلافاصله قبل از بروز سردرد ظاهر می‌شوند.
3. مرحلهٔ درد، که به آن مرحلهٔ سردرد نیز گفته می‌شود.
4. پس‌اثر، عوارض پس از پایان حملهٔ میگرنی.

### مرحلهٔ پیش‌نشانه
پیش‌نشانه یا علائم اخطار دهنده در حدود ۶۰٪ از کسانی که مبتلا به میگرن هستند، دیده می‌شود. این علائم دو ساعت تا دو روز قبل از شروع درد یا آئورا در فرد بروز پیدا می‌کنند. ممکن است این نشانه‌ها شامل طیف گسترده‌ای از پدیده‌ها باشد از جمله: تغییر خلق‌وخو، زودرنجی، افسردگی یا سرخوشی، خستگی، ولع مصرف مواد غذایی خاص، سفتی عضلات (به‌خصوص عضلات گردن)، یبوست یا اسهال، و حساسیت به بو یا صدا. این مسئله می‌تواند در افراد مبتلا به میگرن همراه با علائم پیش‌درآمدی یا بدون این علائم بروز کند.

### مرحلهٔ پیش‌درآمدی (آئورا)
| Enhancements reminiscent of a zigzag fort structure         | Negative scotoma, loss of awareness of local structures |
| Positive scotoma, local perception of additional structures | Mostly one-sided loss of perception                     |

آئورا پدیدهٔ عصب شناختی کانونی و گذرایی است که قبل یا در طول سردرد اتفاق می‌افتد. این پدیده به تدریج در طی چند دقیقه ظاهر می‌شود و به‌طور کلی کمتر از ۶۰ دقیقه طول می‌کشد. این علائم می‌توانند ماهیتی دیداری، حسی یا حرکتی داشته باشد و بسیاری از افراد، معمولاً بیش از یکی از آنها را تجربه می‌کنند. عوارض آئورای دیداری رایج‌ترین آن‌هاست و تا ۹۹٪ موارد می‌تواند اتفاق بیفتد و در بیش از نیمی از موارد، با اثرات حسی یا حرکتی همراه نیست. اختلالات دیداری غالباً شامل اسکاتوم (قسمتی از تغییر موضعی در میدان دید که چشمک می‌زند) است. این علائم معمولاً در نزدیک کانون بینایی آغاز می‌شوند و سپس به صورت خط‌های کج‌ومعوجی که در شکل دیوار قلعه نشان داده شده است، به اطراف گسترش می‌یابند. معمولاً این خطوط، سیاه و سفید هستند اما برخی از افراد، خط‌های رنگی هم مشاهده می‌کنند. برخی افراد قسمتی از میدان دید خود را از دست می‌دهند که به نابینایی یک سویه معروف است درحالی‌که برخی در این شرایط، تجربهٔ تاری دید دارند.
علائم پیش‌درآمدی حسی، دومین نوع متداول این علائم است که حدود ۳۰–۴۰٪ افراد مبتلا به آئورا آن را تجربه می‌کنند. در این نوع از آئورا غالباً در یک طرف دست یا بازو خواب‌رفتگی احساس می‌شود و به بخش‌هایی از بینی و دهان که در همان سمت قرار دارند، گسترش می‌یابد. معمولاً بعد از اینکه احساس خارش با از بین رفتن حس عمقی رفع شد، احساس بی‌حسی بروز می‌کند. سایر علائم مرحلهٔ پیش‌درآمد می‌تواند شامل اختلالات زبانی یا گفتاری، احساس چرخش دنیا و در موارد نادری مشکلات حرکتی باشد. علائم حرکتی نشان می‌دهند که میگرن از نوع نیمه‌فلج‌کننده است، و این ضعف غالباً برخلاف سایر نشانه‌های پیش‌درآمدی بیش از یک ساعت طول می‌کشد. به‌ندرت اتفاق می‌افتد که نشانهٔ پیش‌درآمدی با سردرد همراه نباشد که آن را «میگرن خاموش» گویند.

### مرحلهٔ درد
سردرد میگرنی، دردی است که در یک طرف سر و به صورت ضربان دار آغاز شده و از دردی ملایم به دردی شدید تبدیل می‌شود. این درد به تدریج آغاز می‌شود و با افزایش فعالیت جسمی شدت می‌گیرد. البته در بیش از ۴۰٪ موارد، این درد می‌تواند در هر دو طرف سر باشد و معمولاً با گردن‌درد همراه است. دردی که در دو طرف سر وجود دارد بیشتر در افرادی رایج است که میگرن بدون علائم پیش‌درآمدی دارند. چندان رایج نیست که در ابتدا درد از پشت یا بالای سر آغاز شود. در بزرگسالان این درد معمولاً ۴ تا ۷۲ ساعت طول می‌کشد و در جوانان این زمان، معمولاً کمتر از یک ساعت خواهد بود. تناوب حمله‌ها متفاوت است، از چند بار در طول مدت زندگی گرفته تا چندین بار در هفته، یا متوسط یک بار در ماه.
این درد معمولاً با حالت تهوع، استفراغ، حساسیت به نور، حساسیت به صدا، حساسیت به بو، خستگی و زودرنجی همراه است. در میگرن بازیلار، میگرنی که همراه با علائم عصبی مربوط به ساقه مغزی یا با نشانه‌های عصب‌شناختی در هر دو طرف بدن است، عوارض شایع شامل احساس چرخیدن دنیا، سردرگمی و گیجی می‌باشد.تهوع این عوارض تقریباً در ۹۰٪ افراد اتفاق می‌افتد و استفراغ در حدود یک سوم افراد مبتلا دیده شده است،
بنابراین بسیاری از این افراد به دنبال جایی تاریک و خلوت هستند. علائم دیگر می‌تواند شامل تاری دید، گرفتگی بینی، اسهال، تکرر ادرار، رنگ‌پریدگی، یا عرق کردن باشد. همچنین تورم یا حساسیت پوست سر و همچنین سفت شدن گردن نیز می‌تواند اتفاق بیفتد. در افراد سالخورده این علائم کمتر دیده می‌شوند.

### پس از اثر
ممکن است بعد از آنکه سردرد اصلی تمام شد، عوارض میگرن برای چند روز باقی بماند؛ که به آن پس‌اثر میگرنی گویند. بسیاری گزارش کرده‌اند که در ناحیه‌ای که میگرن بروز کرده بود احساس درد شدیدی داشته‌اند، و برخی نیز گفته‌اند که بعد از تمام شدن سردرد برای چند روز در فکر کردن مشکل دارند. ممکن است بیمار احساس خستگی یا «خماری» سردرد، مشکلات شناختی، عوارض گوارشی، تغییر خلق‌وخو، و ضعف داشته باشد. . طبق یک گزارش «برخی از افراد، بعد از حمله احساس طراوت و سرخوشی دارند، درحالی‌که عده‌ای دیگر گفته‌اند که احساس افسردگی و کسالت می‌کنند.»

## عامل بیماری
مهم‌ترین عامل بیماری میگرن، ناشناخته است با این حال اعتقاد بر این است که عوامل محیطی و ژنتیکی در بیماری میگرن نقش داشته باشند. در دو سوم موارد، این بیماری در خانواده‌ها وجود دارد و به ندرت به خاطر نقص تک ژن اتفاق می‌افتند. . برخی از بیماری‌های روانی همچون بسیاری از رویدادهای زیستی یا محرک‌ها با این بیماری در ارتباط هستند که از این دسته می‌توان به افسردگی، اضطراب و اختلال دو قطبی اشاره کرد.

### عامل ژنتیکی.
مطالعهٔ دوقلوها نشان می‌دهد که تأثیر ژنتیکی ۳۴ تا ۵۱٪ در احتمال ابتلا به میگرن مؤثر می‌باشد. این رابطهٔ ژنتیکی در میگرن‌هایی که دارای آئورا هستند نسبت به میگرن‌هایی که آئورا ندارند قوی‌تر می‌باشد. برخی از گونه‌های ویژهٔ ژن‌ها، خطر ابتلا به این بیماری را به میزان کم تا متوسط افزایش می‌دهند.
اختلالات ژنتیکی که باعث به وجود آمدن میگرن می‌شوند، اندک هستند. یکی از این گونه‌ها به عنوان «میگرن نیم فلج خانوادگی» شناخته شده است، که نوعی میگرن با آئورا می‌باشد، و از طریق کروموزوم غیرجنسی غالب به ارث می‌رسد.
این اختلالات با انواع کدگذاری ژنی برای پروتئین‌هایی که کار انتقال یون را بر عهده دارند، در ارتباط می‌باشند.

### محرک‌ها
میگرن‌ها ممکن است توسط محرک‌ها به‌وجود آیند، که برخی از افراد در تعداد اندکی از موارد از آن‌ها به عنوان عامل مؤثر نام می‌برند و برخی دیگر در اکثر موارد. از بسیاری از عوامل با عنوان محرک یاد می‌شود، با این حال شدت و اهمیت این روابط مشخص نیست. یک محرک می‌تواند بیش از ۲۴ ساعت قبل از شروع علائم بیماری خود را نشان دهد.
تحقیقات جدید نشان می‌دهد امواج ناشی از بسیاری از وسایل الکترونیکی ازجمله مایکروفر، موبایل، تبلت و لپ‌تاپ می‌توانند محرک این بیماری و حتی موجب تشدید سردرد در این بیماران شوند.

### جنبه‌های فیزیولوژیکی
از میان محرک‌های رایج گزارش شده می‌توان به استرس، گرسنگی، و خستگی (همه این موارد به‌طور یکسان در به‌وجود آوردن سردرد تنشی مؤثر می‌باشند) اشاره کرد.بروز میگرن با اختلال اضطراب پس از سانحه در ارتباط بوده و همچنین احتمال وقوع سردردهای میگرنی در دوران قاعدگی بیشتر است. تأثیرات هورمونی دیگری، نظیر نخستین عادت زنانگی، استفاده از قرص‌های ضدبارداری خوراکی، قاعدگی، پیش‌یائسگی، و یائسگی، همچنین در این بیماری نقش دارند. . این تأثیرات هورمونی به نظر می‌رسد در به‌وجود
آوردن میگرن بدون آئورا نقش بیشتری داشته باشند. معمولاً میگرن‌ها در طول دوره سه‌ماههٔ دوم و سوم بارداری یا پس از یائسگی به‌وجود نمی‌آیند.

### جنبه‌های تغذیه‌ای
بررسی محرک‌های تغذیه‌ای ثابت کرده‌اند که شواهد این بیماری، بیشتر مبتنی بر ارزیابی‌های فردی است و از این رو برای اثبات یا رد هر گونه محرک خاص، محکم نمی‌باشند. در خصوص مواد خاص هم به نظر نمی‌رسد شواهدی برای تأثیر تیرامین در میگرن وجود داشته باشد و این در حالی است که مونوسدیم گلوتامات (MSG) به عنوان یک محرک تغذیه‌ای در این بیماری مکرراً گزارش می‌شود. و شواهد از اثبات این امر به‌طور پیوسته عاجز بوده‌اند.

### جنبه‌های محیطی
بررسی محرک‌های بالقوهٔ محیط‌های درونی و بیرونی نشان داد که شواهد کلی برای اثبات تأثیر این محرک‌ها ضعیف هستند، با این حال پیشنهاد بر این است که افرادی که دچار میگرن هستند اقدامات پیشگیرانه‌ای را در خصوص کیفیت هوا و نور محیط‌های درونی انجام دهند.
همچنین عواملی نظیر رژیم غذایی نامناسب، اضافه وزن، بوها و حتی تشعشع وسایل الکترونیکی ارتباطی نظیر تلفن‌های همراه، رایانه‌های همراه و استفادهٔ بیش از اندازه از صفحه‌نمایش‌های قدیمی موسوم به CRT نیز تأثیر زیادی بر بروز سردردها دارد.

## پاتوفیزیولوژی

Animation of cortical spreading depression

اعتقاد بر این است که میگرن نوعی اختلال عصبی-آوندی است و شواهد، حاکی از آن است که سازوکار این بیماری از درون مغز شروع شده و به رگ‌های خونی پخش می‌شود. برخی از محققان احساس می‌کنند که ساز و کارهای عصبی، نقش بزرگ‌تری را بر عهده دارند، این در حالی است که برخی دیگر احساس می‌کنند که رگ‌های خونی نقش اصلی را بر عهده دارند. دیگر محققان اعتقاد دارند که هر دو این عوامل احتمالاً در این بیماری نقش مهمی داشته باشند. گمان می‌رود که سطوح بالای انتقال‌دهندگان عصبی سروتونین، که همچنین با نام هیدروکسی تریپتوفان ۵ شناخته می‌شوند، در این بیماری دخیل باشند.

### آئورا
افسردگی گسترشی قشری یا افسردگی گسترشی لئو که به انفجارهای فعالیت‌های عصبی گفته می‌شود و پس از آن عصب‌ها برای مدتی غیرفعال می‌شوند، در افراد مبتلا به میگرن به همراه آئورا دیده شده است. برای دلیل رویداد این فعالیت‌ها توضیحاتی وجود دارد که از میان آن‌ها می‌توان به فعال شدن گیرندگان NMDA که موجب وارد شدن کلسیم به درون مغز می‌شوند، اشاره کرد. پس از انفجار فعالیت عصبی، جریان خون به قشر مغز در ناحیهٔ متأثر، به مدت ۲ تا ۶ ساعت کاهش می‌یابد. اعتقاد بر این است که زمانی که قطبش‌زدایی از ناحیهٔ زیرین مغز به پایین حرکت می‌کند، عصب‌هایی که در سر و گردن درد را احساس می‌کنند، تحریک می‌شوند.

### درد
سازوکار دقیق سردرد که در طول میگرن اتفاق می‌افتد ناشناخته باقی‌مانده است. . برخی از شواهد اثبات می‌کنند که ساختارهای دستگاه عصبی مرکزی (نظیر ساقه مغز و مغز میانجی) نقش اصلی را بر عهده دارند. این در حالی است که آمارهای دیگر، نقش فعالیت‌های محیطی (مانند اعصاب حسی که رگ‌های خونی سر و گردن را احاطه کرده‌اند) را اثبات می‌کنند. رگ‌های احتمالی که در این جریان دخیل هستند شامل سرخرگ‌های سخت‌شامه، سرخرگ‌های نرم‌شامه و سرخرگ‌های برون‌جمجمه‌ای نظیر سرخرگ‌های پوست سر می‌باشند. محققان بر این باورند که به‌ویژه اتساع عروق برون‌جمجمه‌ای نقش مهمی را در بروز درد برعهده داشته باشد.

## تشخیص بیماری
تشخیص بیماری میگرن از روی علائم و نشانه‌های آن امکان‌پذیر است. آزمایش‌های تصویربرداری گاهی برای دخیل ندانستن دلایل دیگر سردردها انجام می‌گیرند. محققان بر این باورند که بر روی بسیاری از افرادی که از این بیماری رنج می‌برند، آزمایش تشخیص بیماری صورت نگرفته است.
طبق اعلام جامعه بین‌المللی سردرد، تشخیص بیماری میگرن بدون آئورا، می‌تواند از طریق دارا بودن «۱، ۲، ۳، ۴، ۵ معیار» انجام گیرد:
1. اگر بیمار دچار پنج حمله سردرد یا بیشتر شود. برای تشخیص میگرن با آئورا، دو حمله کافی است.
2. اگر مدت حمله سردرد بین ۴ ساعت تا سه روز به طول بینجامد.
3. اگر دو معیار پایین یا بیشتر در بیمار ظاهر شوند:

- سردرد یک‌طرفه (که نصف سر را تحت تأثیر خود قرار می‌دهد)
- ضربان سر
- درد متوسط و شدید
- تشدید سردرد یا سردردی که مانع انجام فعالیت‌های بدنی روزانه شود.

1. اگر یکی از موارد پایین یا هر دو آنها در بیمار ظاهر شوند:

- احساس تهوع و/یا استفراغ
- حساسیت به نور (نورهراسی) و صدا (پرشنوایی)

اگر فردی دو مورد از موارد روبرو مانند نورهراسی، احساس تهوع، یا ناتوانی در انجام کار یا مطالعه برای مدت یک روز در وی ظاهر شود، آنگاه لزوم انجام آزمایش تشخیص بیماری بیشتر می‌شود. در افرادی که چهار مورد از پنج مورد ذکر شده را دارند شامل سردرد ضربانی، ادامه سردرد برای ۴ تا ۷۲ ساعت، درد در یک طرف سر، احساس تهوع، یا علائمی که زندگی فرد را مختل می‌کنند، احتمال میگرن تشخیص داده شدن ناراحتی ۹۲٪ می‌باشد. افرادی که کمتر از سه مورد از موارد بالا در آنها ظاهر می‌شود احتمال تشخیص این ناراحتی به عنوان میگرن ۱۷٪ است.

### میگرن شکمی
تشخیص میگرن شکمی بحث‌برانگیز است. برخی از شواهد نشان می‌دهد که بازگشت درد شکم بدون سردرد ممکن است علامت نوعی میگرن بوده یا حداقل نشانه بروز میگرن در آینده باشد. بازگشت دوره‌های درد، ممکن است پس از نشانه‌های شبیه میگرن باشد یا نباشد و معمولاً از چند دقیقه تا چند ساعت طول بکشد. این نشانه‌ها اغلب در افرادی بروز پیدا می‌کنند که سابقه ابتلا به میگرن معمولی در خود یا بستگانشان وجود داشته باشد. سایر علائمی که از آنها به‌عنوان پیش-نشانه یاد می‌شود، عبارتند از: سندرم استفراغ دوره‌ای و سرگیجهٔ ادواری در دوران کودکی.

### تشخیص افتراقی
سایر عوارضی که ممکن است نشانه‌هایی مانند علائم سردرد میگرنی ایجاد کنند عبارتند از: التهاب سرخرگ گیجگاهی، سردرد خوشه‌ای، آب سیاه حاد، مننژیت و خونریزی زیر عنکبوتیه. التهاب سرخرگ گیجگاهی معمولاً در افراد بالای ۵۰ سال بروز پیدا می‌کند و حساسیت شقیقه یکی از علائم آن است. سردرد خود را با گرفتگی یک‌طرفهٔ بینی، ریزش اشک و درد شدید اطراف حدقه نشان می‌دهد. آب سیاه با بروز ناراحتی‌های بینایی همراه است. مننژیت نیز با تب و خون‌ریزی زیر عنکبوتیه و حمله بسیار سریع همراه است. سردردهای تنشی معمولاً در هر دو طرف سر بروز پیدا می‌کنند، کوبشی نیستند و کمتر فعالیت معمولی را مختل می‌کنند.

## طبقه‌بندی
برای نخستین بار میگرن‌ها در سال ۱۹۸۸ به‌طور مفصل دسته‌بندی شدند. جامعه بین‌المللی سردرد اخیراً دسته‌بندی جدید میگرن را در سال ۲۰۰۴ ارائه داد. بر اساس این دسته‌بندی، میگرن‌ها به همراه سردردهای تنشی و سردردهای خوشه‌ای از اصلی‌ترین نوع سردردها به‌شمار می‌آیند.
میگرن‌ها به هفت زیردسته تقسیم می‌شوند (که برخی از آن‌ها شامل زیربخش‌های بیشتری می‌شوند):
- میگرن بدون آئورا، یا «میگرن معمولی»، که شامل میگرن‌های بدون آئورا می‌شود.
- میگرن با آئورا، یا «میگرن کلاسیک»، که معمولاً شامل میگرن با آئورا می‌شود. کمتر اتفاق می‌افتد که آئورا با سردردهای غیرمیگرنی همراه شود. دو گونهٔ دیگر میگرن‌های با آئورا با عنوان میگرن نیم‌فلج خانوادگی و میگرن نیم‌فلج دوره‌ای شناخته می‌شوند، که در این‌گونه میگرن‌ها فرد علاوه بر میگرن دچار آئورا و ضعف حرکتی نیز می‌شود. اگر یکی از خویشاوندان نزدیک، دچار این بیماری شده باشد، بیماری با عنوان «خانوادگی»، در غیر این صورت از آن با عنوان «دوره‌ای» یاد می‌شود. از انواع دیگر این میگرن، می‌توان به میگرن پایه جمجمه‌ای اشاره داشت، که در آن مشکل گفتاری، سرگیجه، وزوز گوش و دیگر علائم مرتبط با ساقه مغز همراه سردرد و آئورا ظاهر می‌شوند؛ اما ضعف حرکتی در این نوع وجود ندارد. محققان بر این باورند که این نوع میگرن، در نتیجهٔ گرفتگی سرخرگ قاعده‌ای یا سرخرگی که خون را به ساقهٔ مغز می‌رساند، ایجاد می‌شود.[۲۷]
- سندرم‌های دوره‌ای دوران کودکی که عموماً نشانه‌های اولیه میگرن می‌باشند، شامل استفراغ دوره‌ای (دوره‌های شدید استفراغ دوره‌ای)، میگرن شکمی (درد شکمی، که معمولاً به همراه احساس تهوع اتفاق می‌افتد)، و تشنج خوش‌خیم سرگیجه دوران کودکی (حمله‌های دوره‌ای سرگیجه) می‌شوند.
- میگرن چشمی که شامل سردردهای میگرن به همراه اختلال بینایی یا حتی کوری موقت یک چشم می‌شود.
- عوارض میگرن نشان‌دهنده سردردهای میگرن و/یا آئوراهایی هستند که به‌طور غیرمعمول طولانی یا رایج می‌باشند، یا اینکه با یک حمله صرع یا ضایعه مغزی همراه هستند.
- میگرن احتمالی نشان‌دهنده بیماری‌هایی است که ویژگی‌هایی نظیر میگرن را دارند، اما برای تشخیص قاطع این نوع بیماری‌ها به عنوان میگرن شواهد کافی وجود ندارد (که البته ملزم به استفاده هم‌زمان بیش از حد دارو است).
- میگرن مزمن نوع عارضه میگرنی است و یکی از معیارهای تشخیص آن سردرد میگرن می‌باشد که برای مدت زمان طولانی تری اتفاق می‌افتد. به ویژه این عارضه ممکن است بیش از (یا برابر با) ۱۵ روز در ماه برای مدت بیش از ۳ ماه به طول بینجامد.[۶۵]

## پیشگیری
درمان‌های پیشگیرانه میگرن عبارتند از: مصرف دارو و مکمل‌های غذایی، اصلاح سبک زندگی و جراحی. برای افرادی که سردرد آن‌ها بیش از دو روز در هفته بروز می‌کند، توانایی تحمل داروهای ویژه درمان حملات حاد را ندارند یا افراد مبتلا به حملات شدید که کنترل آن‌ها مشکل است، پیشگیری توصیه می‌شود.
هدف، کاستن بسامد، درد و/یا مدت بروز میگرن و افزایش کارایی روش‌های درمان است. دلیل دیگر برای پیشگیری، پرهیز از سردردهای ناشی از مصرف بیش از حد دارو است. این یک مشکل متداول است و ممکن است به بروز سردردهای مزمن روزانه شود.

### دارو
داروهای پیشگیری از میگرن در صورتی مؤثر تلقی می‌شوند که بسامد یا شدت حملات میگرنی را به میزان حداقل ۵۰٪ کاهش دهند. دستورالعمل‌ها نسبتاً در رتبه‌بندی توپیرامات، دیوالپروکس/والپروات سدیم، پروپرانولول و متوپرولول سازگار هستند زیرا از بالاترین سطح شواهد برای استفاده از خط اول درمان برخوردارند، هرچند توصیه‌های مربوط به کارایی گاباپنتین متغیر هستند. تیمولول نیز برای پیشگیری از میگرن و برای کاهش بسامد و شدت حملات میگرنی مؤثر است، درحالی‌که فرواتریپتان برای پیشگیری از میگرن دوران قاعدگی مؤثر است. آمی تریپتیلین و ونلافاکسین نیز احتمالاً مؤثر هستند. تأثیر بوتاکس برای افراد مبتلا به میگرن‌های مزمن و نه افراد دچار میگرن‌های دوره‌ای ثابت شده است.
البته برخی پزشکان تأثیر بوتاکس در درمان بیماری میگرن را موقتی می‌دانند. محمدحسن پاکنژاد، دبیر علمی چهارمین کنگره بین‌المللی سردرد، اعتقاد دارد: اثر روش نوین درمان سردردهای میگرنی مزمن به کمک تزریق بوتاکس، موقتی است و بیش از چهارماه دوام ندارد.

### درمان گیاهی
به دلیل وجود ماده مؤثر پارتنولید در عصاره گیاه تاناستوم بابونه گاوی، این گیاه در پیشگیری و بهبود حملات حاد میگرنی کاربرد دارد. در مطالعه بالینی دو سویه کور، که بر روی ۹۰ بیمار مبتلا به سردرد میگرنی که بیماری آن‌ها براساس معیار "IHS: International Headache Society" قطعی بود، انجام گرفت، در ابتدا بیماران به دو گروه ۴۵ نفره تقسیم شدند. گروه اول روزانه ۱ کپسول حاوی ۱۲۵ میلی‌گرم پودر گیاه تاناستوم و گروه دوم کپسول پلاسبو دریافت کردند. تجزیه و تحلیل نتایج پس از ۱۰۵ روز از شروع مطالعه نشان دهنده کاهش حمله و کیفیت درد در ۸۲/۹٪ از افراد تحت درمان با کپسول تاناستوم بوده است و تفاوت معنی داری بین گروه تاناستوم و پلاسبو مشاهده گردید. در مطالعه بالینی دیگر که بر روی ۷۲ بیمار مبتلا به سردرد میگرنی با سابقه ابتلای بیش از دو سال، به مدت ۴ ماه انجام گرفت، نشان می‌دهد تعداد و شدت حملات در گروه تحت درمان با تاناستوم کاهش یافته است.

در مطالعه بالینی دیگر، دو سویه کور کنترل شده با پلاسبو که در ۵۷ بیمار مبتلا به میگرن برای مقایسه کپسول تاناستوم (۵۰ میلی‌گرم) با پلاسبو صورت گرفت نشان می‌دهد که علائم میگرن مانند سردرد، استفراغ، حساسیت به نور و… در طول زمان در گروه تحت درمان با تاناستوم به‌طور قابل توجهی نسبت به گروه پلاسبو کاهش یافته است.

### درمان‌های جایگزین

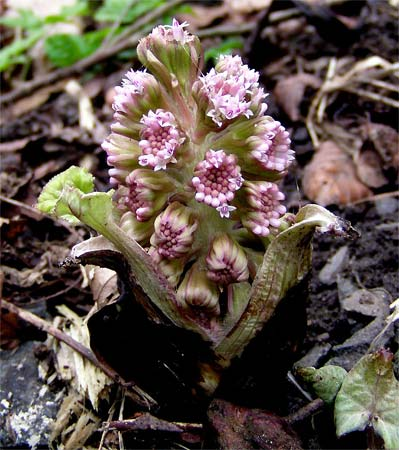
ثابت شده است که عصارهٔ بابونه گاوی برای پیشگیری از میگرن مؤثر است.

طب سوزنی در مقایسه با طب سوزنی ساختگی، روشی که در آن سوزن‌ها به‌طور تصادفی قرار می‌گیرند یا به داخل پوست نفوذ نمی‌کنند، تأثیر کمی در کاهش میگرن دارد. تأثیر فیزیوتراپی و ماساژ، ریلکسیشن مداوم و استراحت در پیشگیری از سردردهای میگرنی به اندازه پروپرانولول یا توپیرامات است. هر چند، پژوهش در زمینهٔ روش‌شناسی با مشکل روبرو شده است. شواهد تجربی برای مزایای منیزیم، کوآنزیم کیو ۱۰، ریبوفلاوین، ویتامین B(12) و گل مینا وجود دارد، هرچند آزمایش‌هایی با کیفیت بهتر باید برای تأیید این نتایج اولیه به عمل آید. از بابونه گاوی به‌طور سنتی به عنوان درمانی برای تب، سردرد و میگرن، وضعیت‌های زنان مانند مشکلات در زایمان و تنظیم قاعدگی، تسکین درد معده، دندان‌درد و گزش حشرات استفاده می‌شود. در طول دهه‌های گذشته، این دارو عمدتاً برای سردرد و به عنوان یک درمان پیشگیرانه برای میگرن مورد استفاده قرار گرفته است.

### ابزارها و جراحی
ابزارهای پزشکی، مانند بیوفیدبک و تحریک عصبی در زمینهٔ پیشگیری از میگرن مؤثر واقع می‌شوند، به‌ویژه در صورتی که مصرف داروهای متداول ضد میگرن منع شده باشد یا مصرف زیاد دارو مضر باشد. بیوفیدبک به افراد کمک می‌کند تا برخی از پارامترهای روانی را آگاهانه کنترل کنند و به استراحت بپردازند و ممکن است برای درمان میگرن مفید واقع شود. محرّک عصبی از شبیه‌سازهای عصبی مشابه ضربان‌سازها برای درمان میگرن‌های مزمن استفاده می‌کند و نتایج امیدوارکننده‌ای در موارد شدید به همراه داشته است. جراحی میگرن که شامل برداشتن فشار از عصب‌های خاص اطراف سر و گردن است، ممکن است گزینه‌ای برای افرادی باشد که مشکل آن‌ها با مصرف دارو رفع نمی‌شود.

### سبک زندگی
با تغییر در سبک زندگی می‌توان، تعداد دفعات حملات میگرنی و شدت آن‌ها را کم کرد. این تغییرات شامل، ورزش و ماساژ منظم، کاهش وزن، رژیم غذایی سالم، اجتناب از محرک‌های سردرد میگرنی همچون بوها و غذاهای خاص که در شما ایجاد میگرن می‌کند، می‌باشند.

## مدیریت
روند درمان سه جنبه اصلی دارد: پرهیز از عوامل فعال‌کننده، کنترل شدید نشانه‌ها و پیشگیری دارویی. داروها در صورتی که پیش از حمله مصرف شوند بازدهی بیشتری خواهند داشت. مصرف مستمر دارو ممکن است به سردرد ناشی از مصرف بیش از حد دارو منجر شود که درد آن شدیدتر و بسامد بروز آن بیشتر است. این عارضه ممکن است با مصرف تریپتان، ارگوتامین و مسکن‌ها، به‌ویژه مسکن‌های مخدر بروز پیدا کند.

### مسکن‌ها
درمان اصلی پیشنهادی برای افراد دچار نشانه‌های خفیف تا ملایم، مسکن‌های ساده‌ای مانند داروهای ضدالتهاب غیراستروئیدی (NSAIDها) یا ترکیبی از استامینوفن، استیل‌سالیسیلیک اسید (آسپرین) و کافئین است. شواهد بسیاری برای اثرگذاری چندین NSAID ازجمله دیکلوفناک و ایبوپروفن وجود دارد.
آسپرین توانایی برطرف کردن دردهای میگرنی خفیف تا ملایم را دارد و کارایی آن مشابه سوماتریپتان است. کتورولاک در قالب درون وریدی قابل استفاده است. پاراستامول (معروف به استامینوفن)، چه به تنهایی یا به همراه متوکلوپرامید، درمان مؤثر دیگری است که اثرات نامطلوب آن اندک است. مصرف استامینوفن و متوکلوپرامید در دوران بارداری بی‌ضرر است. مصرف NSAIDها نیز تا ابتدای سه‌ماهه سوم بی‌خطر است.

### تریپتان‌ها
تریپتان‌ها مانند سوماتریپتان برای رفع درد و تهوع در حدود ۷۵٪ از افراد مؤثر واقع می‌شوند. این داروها، درمان‌های پیشنهادی اولیه برای افراد مبتلا به دردهای خفیف تا ملایم یا افراد مبتلا به نشانه‌های ملایم‌تری که به مسکن‌های ساده پاسخ نمی‌دهند، محسوب می‌شوند. اشکال دارویی مختلفی از تریپتان‌ها در دسترس هستند، مانند خوردنی، تزریقی، افشانه بینی و قرص‌های حل شدنی خوردنی. به‌طور کلی، همه تریپتان‌ها ظاهراً کارایی مشابه و عوارض جانبی یکسانی دارند. هر چند، افراد ممکن است به انواع خاصی، واکنش بهتری نشان دهند. بیشتر عوارض جانبی مانند سرخ شدن چهره، خفیف هستند. با این حال مواردی از بیماری سرخرگ کرونری مشاهده شده است. از این رو، آن‌ها برای افراد مبتلا به بیماری قلبی-عروقی توصیه نمی‌شوند. با این‌که سوابقی از تجویز آن‌ها برای افراد دچار میگرن‌های اساسی دیده نمی‌شود ولی شواهدی از بروز ضرر در اثر مصرف آن‌ها در این‌گونه بیماران دیده نشده است که تأییدی برای این هشدار باشد. این داروها اعتیادآور نیستند ولی اگر بیش از ۱۰ بار در ماه استفاده شوند ممکن است باعث بروز سردرد ناشی از مصرف زیاد دارو شوند.

### ارگوتامین‌ها
ارگوتامین و دی هیدروارگوتامین داروهای قدیمی‌تری هستند که هنوز برای درمان میگرن تجویز می‌شوند. مورد دوم به‌صورت افشانهٔ بینی و تزریقی عرضه می‌شود. آن‌ها ظاهراً به اندازهٔ تریپتان‌ها مؤثر هستند ارزان‌تر هستند، و عوارض جانبی آن‌ها معمولاً خفیف است. در موارد ناتوان‌کننده‌تر، مانند افراد مبتلا به میگرن‌های شدید، این داروها ظاهراً مؤثرترین گزینه درمانی هستند.

### سایرین
گزینه بالقوهٔ دیگر، تزریق وریدی متوکلوپرامید یا لیدوکائین از راه بینی است. متوکلوپرامید برای کسانی که به قسمت اورژانس منتقل می‌شوند، توصیه می‌شود. دیده شده است، زمانی‌که یک دوز از دگزامتازون وریدی به درمان استاندارد حملهٔ میگرنی اضافه شد، در عرض ۷۲ ساعت سردردها حدود ۲۶٪ کاهش داشتند. شواهد به‌دست‌آمده، دستکاری ستون فقرات برای درمان سردردهای میگرنی متداوم را توصیه نمی‌کنند. همچنین توصیه می‌شود که مواد مخدر و باربیتورات‌ها استعمال نشوند.

## پیش‌آگهی
پیش‌آگهی‌های طولانی‌مدت در افراد مبتلا به میگرن متفاوت است. اکثر افراد مبتلا به میگرن بسته به بیماری‌شان میزان باروری خود را در دوره‌هایی از دست می‌دهند البته نوعاً این شرایط خوش‌خیم است و با افزایش خطر مرگ همراه نیست. چهار الگو برای این بیماری وجود دارد: علایم بیماری ممکن است به‌طور کامل از بین بروند؛ علایم ممکن است ادامه داشته باشند ولی به تدریج در طول زمان کاهش یابند؛ علایم می‌توانند با همان تناوب و شدت سابق ادامه داشته باشند، یا حملات ممکن است بدتر و بیشتر شود.
به نظر می‌رسد میگرن‌های همراه با علائم پیش‌درآمدی یکی از عوامل خطرناک سکته مغزی باشند و احتمال آن را دو برابر می‌کنند. جوان بودن، مؤنث بودن، استفاده از داروهای ضدبارداری هورمونی و سیگار کشیدن این خطر را افزایش می‌دهند. همچنین به نظر می‌رسد که این مسئله با دیکسیون عروق گردنی نیز در ارتباط باشد. به نظر نمی‌رسد که میگرن بدون نشانه‌های پیش‌درآمدی تأثیری در این موضوع داشته باشد.
تنها یک مطالعه از این مسئله حمایت می‌کند که میگرن با مشکلات قلبی ارتباط دارد، که البته این نظر چندان قاطع نیست و به نظر نمی‌رسد که به‌طور کلی میگرن خطر مرگ بر اثر سکته مغزی یا بیماری‌های قلبی را افزایش دهد. درمان پیشگیرانه برای افراد مبتلا به میگرن همراه با علائم پیش‌درآمدی می‌تواند از بروز سکته جلوگیری کند.

## همه‌گیرشناسی
| no data <45 45–65 65–85 85–105 105–125 ۱۲۵–۱۴۵ | 145–165 ۱۶۵–۱۸۵ 185–205 205–225 ۲۲۵–۲۴۵ >۲۴۵ |

Disability-adjusted life year for migraines per 100,۰۰۰ inhabitants in 2002
no data
<45
45–65
65–85
85–105
105–125
۱۲۵–۱۴۵
145–165
۱۶۵–۱۸۵
185–205
205–225
۲۲۵–۲۴۵
>۲۴۵

در سراسر جهان بیش از ۱۰٪ افراد مبتلا به میگرن هستند. در آمریکا حدود ۶۰٪ از مردان و ۱۸٪ زنان در یک سال مبتلا به میگرن شده‌اند که به ترتیب حدود ۱۸٪ و ۴۳٪ با خطر ابتلا به بیماری در تمام طول عمر خود مواجه بوده‌اند. در اروپا ۱۲–۲۸٪ مردم در برخی از برهه‌های زندگی خود مبتلا به میگرن می‌شوند و حدود ۶–۱۵٪ مردان بالغ و ۱۴–۳۵٪ زنان بالغ دست‌کم یک بار در سال مبتلا به این بیماری می‌شوند. نرخ میگرن در آسیا و آفریقا به نسبت کشورهای غربی کمتر است، هرچند در ژاپن و مالزی میزان شیوع به جوامع غربی نزدیک‌تر است. قبلاً این تفاوت به مشکلات متدولوژیک و تفاوت در مطالعات نسبت داده می‌شد، ولی اکنون به نظر می‌رسد تفاوت فرهنگی و محیطی واقعی بین نژادها می‌تواند مسئول این اختلاف باشد. میگرن‌های مزمن در میان ۱٫۴ تا ۲٫۲٪ از جمعیت رخ می‌دهد.

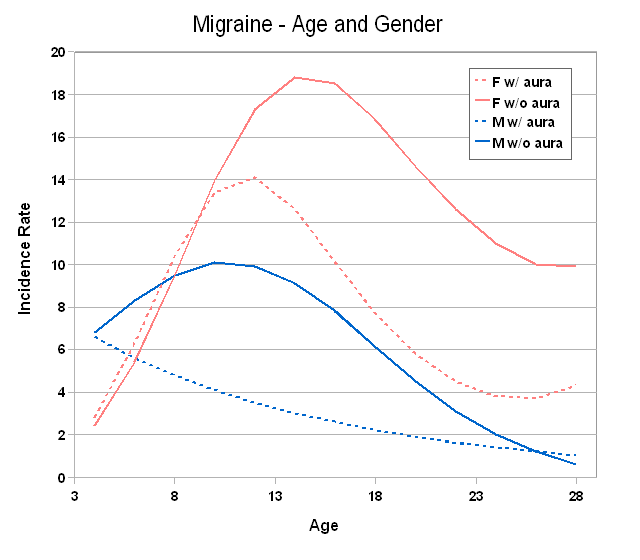
میگرن بر اساس جنسیت و سن

این ارقام به نحو قابل توجهی با توجه به سن تغییر می‌کند: میگرن‌ها غالباً بین سنین ۱۵ و ۲۴ سالگی آغاز می‌شوند و در افراد ۳۵ تا ۴۵ ساله بیشتر هستند. در کودکان حدود ۱٫۷٪ از ۷ ساله‌ها و ۳٫۹٪ از افراد بین ۷ و ۱۵ ساله مبتلا به میگرن هستند و این شرایط تا قبل از سن بلوغ در پسرها کمی بیشتر است. در دوران نوجوانی میگرن در میان زنان شایع‌تر است و این شرایط در تمام دوران زندگی به همین منوال باقی می‌ماند، و در میان زنان مسن ابتلا به میگرن دو برابر مردان است. ابتلا به میگرن بدون علائم پیش‌درآمدی در زنان بیشتر از میگرن‌های همراه با علائم پیش‌درآمدی است، ولی در مردان هر دوی این میگرن‌ها به یک میزان اتفاق می‌افتند.
در طول دوران یائسگی، اغلب قبل از آنکه شدت علائم میگرن کاهش پیدا کند، بدتر می‌شود. درحالی‌که این علائم در حدود دو سوم افراد مسن از بین می‌رود ولی در ۳ تا ۱۰٪ آن‌ها باقی می‌ماند.
در دوران بارداری خانم‌ها به علت افزایش ترشح هورمون‌ها تعداد حملات میگرنی و دردهای آن به طرز چشم‌گیری کاسته می‌شود، اما در بیشتر موارد پس از زایمان، سردرد دوباره برمی‌گردد.

## تاریخچه

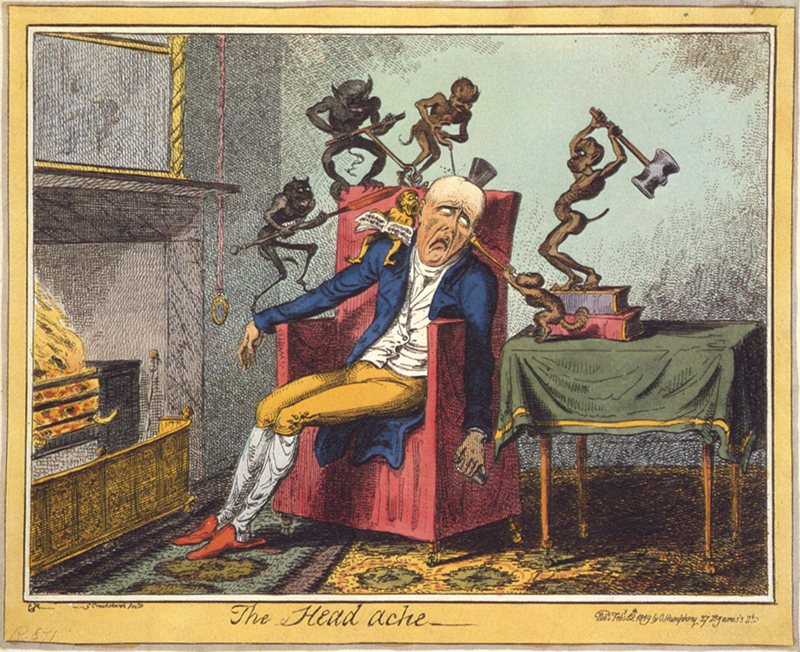
سردرد، جورج کرویکشنک (۱۸۱۹)

اولین نوشته‌های مربوط به میگرن در ایبرس پاپیروس آمده است که در حدود ۱۲۰۰ سال پیش از میلاد مسیح در مصر باستان نوشته است. در سال ۲۰۰ قبل از میلاد نوشته‌هایی از مدرسه پزشکی بقراط بیان می‌کند که علائم پیش‌درآمدی دیداری میگرن، می‌توانند قبل از سردرد اتفاق بیفتند و بعد از استفراغ این حالت می‌تواند تا حدودی تسکین یابد.
در قرن دوم آرتائوس این نوع از سردرد را به سه نوع تقسیم کرد: سفامالجیا، سفالی، و هتروکرانیال. جالینوس پرگامون از اصطلاح همیکرانیا (نیمهٔ سر) استفاده کرد، اصطلاحی که واژهٔ میگرن درنهایت از آن گرفته شد. او همچنین پیشنهاد داد که این درد، برخاسته از پرده‌های مغز و شریان‌های خونی در سر است. در سال ۱۸۸۷ لوئیز هیاسینت توماس، کتابداری فرانسوی، برای اولین بار میگرن را به دو نوع تقسیم کرد که در حال حاضر نیز از این تقسیم‌بندی استفاده می‌شود: میگرن با علائم پیش‌درآمدی ("میگرن افتالمیک") و میگرن بدون علائم پیش‌درآمدی ("میگرن وولگار")
قدمت مته کاری، سوراخ کردن عمدی جمجمه، به ۷٫۰۰۰ سال قبل از میلاد برمی گردد. درحالی‌که بعضی از مردم با این کار از بیماری نجات پیدا می‌کردند، ولی به خاطر عفونت، تعداد زیادی جان خود را از دست می‌دادند. آن‌ها معتقد بودند که با این کار «به ارواح خبیث اجازه فرار می‌دهند». ویلیام هاروی در قرن ۱۷ سوراخ کردن جمجمه را برای درمان میگرن توصیه می‌کرده است.
درحالی‌که از دیرباز تلاش‌های زیادی برای درمان میگرن صورت گرفته است، ولی در سال ۱۸۶۸ بود که استفاده از ماده‌ای که در نهایت مؤثر واقع شد، آغاز گردید. این ماده قارچی با نام ارگوت بود که در سال ۱۹۱۸ ارگوتامین از آن گرفته شد. میتیسرجید در سال ۱۹۵۹ ساخته شد و اولین تریپتان، سوماتریپتان، در سال ۱۹۸۸ تولید شد. در طول قرن ۲۰ به دنبال مطالعات بیشتر، مواد پیشگیرانهٔ مؤثرتری ساخته شدند و مورد تأیید قرار گرفتند.

## جامعه و فرهنگ
میگرن هزینه‌های پزشکی زیادی را به خود اختصاص داده است، درحالی‌که این هزینه‌ها سود چندانی نداشته‌اند. برآورد شده است که میگرن یکی از پرهزینه‌ترین اختلالات عصب‌شناختی در جامعهٔ اروپا است که سالانه بیش از ۲۷ میلیارد پوند هزینه داشته است. هزینه‌های مستقیمی که در آمریکا برای این بیماری صرف شده، حدود ۱۷ میلیارد دلار برآورد شده‌ که حدود یک دهم این هزینه، صرف تولید تریپتان‌ها شده است. هزینه‌های غیرمستقیم حدود ۱۵ میلیارد دلار است که بیشترین قسمت آن از بین رفته است. در کسانی که با میگرن به انجام کار می‌پردازند، میزان اثربخشی حدود یک سوم کاهش می‌یابد. تأثیرات منفی نیز غالباً برای خانواده فرد رخ می‌دهد.

## تحقیقات
تحریک مغناطیسی مغز نویدبخش نشان می‌دهد. همان‌طور که تحریک عصبی فرق مغزی از راه پوست عمل می‌کند. شواهد اولیه‌ای وجود دارد که رژیم غذایی کتوژنیک ممکن است به جلوگیری از میگرن اپیزودیک و طولانی‌مدت کمک کند.

### منایع
- Olesen, Jes (2006). The headaches (۳. ed. ed.). Philadelphia: Lippincott Williams & Wilkins. ISBN 978-0-7817-5400-2. {{cite book}}: |edition= has extra text (help)